# Chetoptilia cyanea
Chetoptilia cyanea là một loài ruồi trong họ Tachinidae.